# Robert-Joseph Pothier

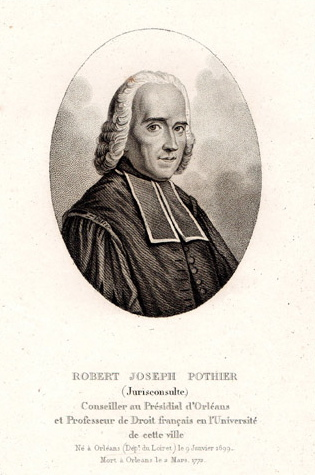
Gravur von Pothier

Robert-Joseph Pothier (*  9. Januar 1699 in Orléans; † 2. März 1772 ebenda) war ein französischer Rechtsgelehrter. Von der Naturrechtslehre beeinflusst, machte er sich für eine Neuordnung des römischen Rechtsstoffs stark und prägte die französische Gesetzgebung (Code civil).

## Leben und Werk
Entgegen seinen eigenen Tendenzen und auf Wunsch seiner Mutter studierte Pothier nach dem Besuch eines Jesuitenkollegs Rechtswissenschaften, anstatt einem Orden beizutreten. 1720 wurde er im Alter von 21 Jahren in Orléans zum Präsidialgerichtsrat berufen, was zuvor bereits sein Vater gewesen war. Dieses Amt übte er bis zu seinem Tode gewissenhaft und allseits geachtet aus. Daneben unterhielt er eine Privatkanzlei, in der er Mitbürgern und Kollegen unentgeltlich Rechtsrat anbot. Dabei war er auf allen Rechtsgebieten mit Ausnahme der Strafrechts, dessen zugelassene Foltermethoden er verabscheute, tätig. 1743 wurde er zum Rat der Domänenkammer gewählt, 1746 zum Magistratsbeamten.
Protegiert durch Kanzler Henri François d’Aguesseau wurde Pothier bald eine Professur in Paris angeboten. Dieses Angebot lehnte er jedoch zugunsten von Orléans ab, wo er an der dortigen Universität nach dem Tode von Prévôt de la Jannès 1749 dessen Lehrstuhl für französisches Recht übernahm. Das ihm zustehende Professorenhonorar setzte er als Preis für hervorragende studentische Leistungen aus und trug damit zur Blüte der Rechtsfakultät von Orléans maßgeblich bei.

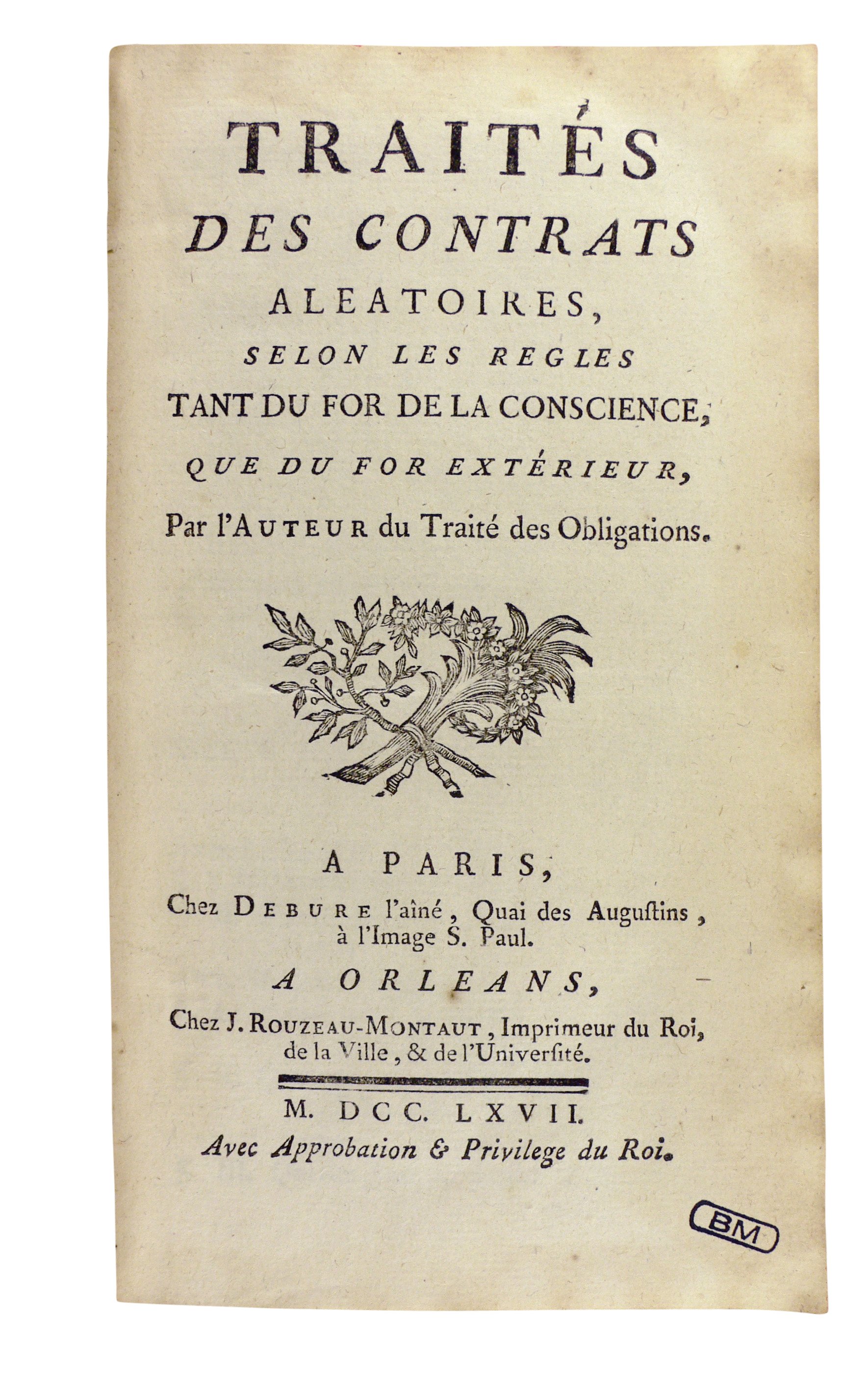
Pothiers „traités“, 1767

Pothier forschte zunächst zum Römischen Recht, da er dessen Bedeutung für das französische Recht erkannt hatte. So verlieh er in seinem Werk Pandectae Justinianeae in novum ordinem digestae den Pandekten eine grundlegend neue Systematik und komprimierte die unübersichtliche Materie auf das Wesentliche. Zudem bemühte er sich, aufgedeckte Widersprüche innerhalb des Textes durch eigene Beiträge aufzulösen. Später widmete Pothier sich dem französischen Recht, zunächst dem droit coutumier (Gewohnheitsrecht). Nach einer ersten Analyse von 1740 („Coutume d'Orléans“) stellte er dem französischen Gewohnheitsrecht in einer zweiten Auflage methodisch das Römische Recht gegenüber. Als bekanntestes und bedeutendstes Werk Pothiers müssen wohl seine „traités“ angesehen werden, in denen er die vom Gewohnheitsrecht kaum erfassten gegenseitigen Verträge behandelte. Diese Lehrbücher von Pothier über das Vertragsrecht hatten großen Einfluss bei der Schaffung des Code civil. Teilweise wurden Passagen aus den traités wortwörtlich übernommen. Durch sein Werk brachte Pothier französisches und römisches Recht erstmals auf einen gemeinsamen Nenner und erreichte damit einen gewissen Grad der Verschmelzung beider Materien, was sich auf die kommende Gesetzgebung in ganz Europa maßgeblich auswirkte.

## Werke (Auswahl)

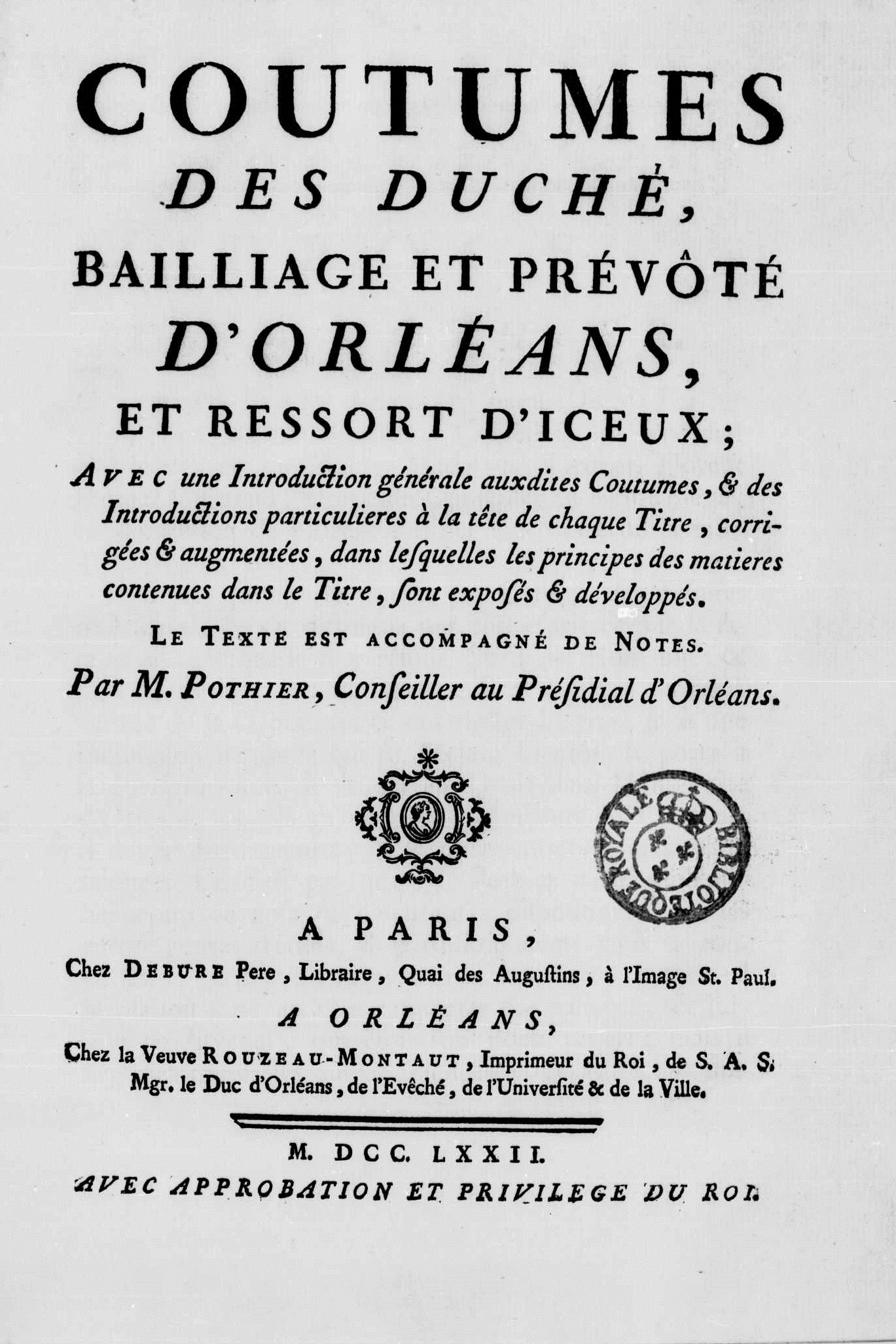
Coutumes des duchè, bailliage et prévôté d'Orléans, et ressort d'iceux, 1772

- Coutume d'Orléans (Orléans, 1740, zweite Auflage 1760).
  - Coutumes des duchè, bailliage et prévôté d'Orléans, et ressort d'iceux. Jean Debure, Paris 1772 (französisch, beic.it).
- Pandectae Justinianeae in novum ordinem digestae (Pandectes de Justinien), Paris, 1748–52, 3 Auflagen
- Traité des obligations, Orléans, 1761, zweite Auflage 1764
- Traité du contrat de vente, selon les règles tant du for de la conscience que du for extérieur, Paris/Orléans, 1762
- Traité des Retraits, pour servir d'Appendice au Traité du Contrat de Vente, 1762
- Traité du Contrat de Mariage, Paris : chez de Bure, und Orléans : chez la Veuve Rouzeau-Montaut, 1771
- Traités sur différentes matières du droit civil, Orléans, 1781